# 모리야마 리쿠
모리야마 리쿠(森山 理来, 10월 1일 ~ )는 일본의 여성 성우이다. 사이타마현 출신.

## 출연작품

### TV 애니메이션
2005년
- 마호라바~Heartful days (아이자와 리소나, 아사기 미치요, 황유리(스즈키 하나코))

### OVA
2000년
- 트라이앵글 하트 사자나미 여자 기숙사 (시이나 유우히) : 토리이 카논 (鳥居花音) 명의

2003년
- 트라이앵글 하트 ~Sweet Songs Forever~ (죠시마 아키라) : 토리이 카논 (鳥居花音) 명의

### 게임
1998년
- 트라이앵글 하트 (키도 사쿠라) : 토리이 카논 (鳥居花音) 명의

1999년
- 트라이앵글 하트2 사자나미 여자 기숙사 (시이나 유우히) : 토리이 카논 (鳥居花音) 명의

2000년
- 트라이앵글 하트3 ~Sweet Songs Forever~ (죠시마 아키라) : 토리이 카논 (鳥居花音) 명의

2001년
- 스이카 (미나세 사요, 시라카와 사야카) : 토리이 카논 (鳥居花音) 명의
- 동창회 refrain (마키무라 토모코) : 토리이 카논 (鳥居花音) 명의
- 아르키메데스의 잃어버린 물건 (아사쿠라 네무) : 토리이 카논 (鳥居花音) 명의

2002년
- 바이너리·포트 (하네이 유키) : 토리이 카논 (鳥居花音) 명의
- D.C. 다카포 (아사쿠라 네무) : 토리이 카논 (鳥居花音) 명의
- Milky way2 (유우키 란) : 토리이 카논 (鳥居花音) 명의
- 그것은 흩날리는 벚꽃처럼 (이쿠하라 이쿠나, 오우카) : 토리이 카논 (鳥居花音) 명의
- "Hello, world." (호죠 치에리) : 토리이 카논 (鳥居花音) 명의
- Princess Holiday ~転がるりんご亭 천야일야~ (레티시아 라 뮤 심포니아(레티시아 애플)) : 토리이 카논 (鳥居花音) 명의
- D.C. White Season ~다카포 화이트 시즌~ (아사쿠라 네무) : 토리이 카논 (鳥居花音) 명의

2003년
- 주홍 -Aka- (미르아) : 토리이 카논 (鳥居花音)

2004년
- D.C.P.C. ~다카포~ 플러스 커뮤니케이션 (아사쿠라 네무) : 토리이 카논 (鳥居花音) 명의
- D.C. Summer Vacation ~다카포 섬머 베케이션~ (아사쿠라 네무) : 토리이 카논 (鳥居花音) 명의
- 오거스트 팬BOX (하네이 유키, 레티시아) : 토리이 카논 (鳥居花音) 명의
- North Wind (키미즈카 미키) : 토리이 카논 (鳥居花音) 명의
- 수월 ~미심~ (코토노미야 유키)

2005년
- _summer (안경의 타카하시) : 토리이 카논 (鳥居花音) 명의

2008년
- D.C. ~다카포~ the Origin (아사쿠라 네무) : 토리이 카논 (鳥居花音) 명의